# Emil Wieland

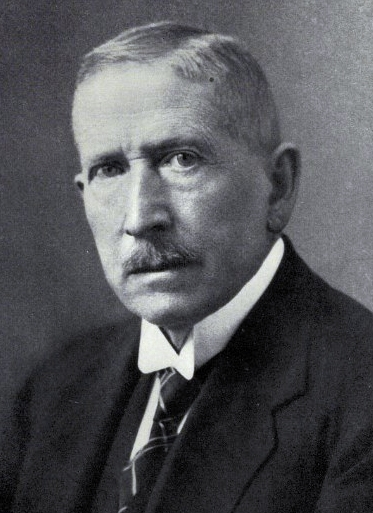
Emil Wieland-Burckhardt

Emil Wieland (* 12. Oktober 1867 in Basel; † 15. Februar 1947 ebenda) war ein Schweizer Pädiater und Hochschullehrer.

## Leben und Werk

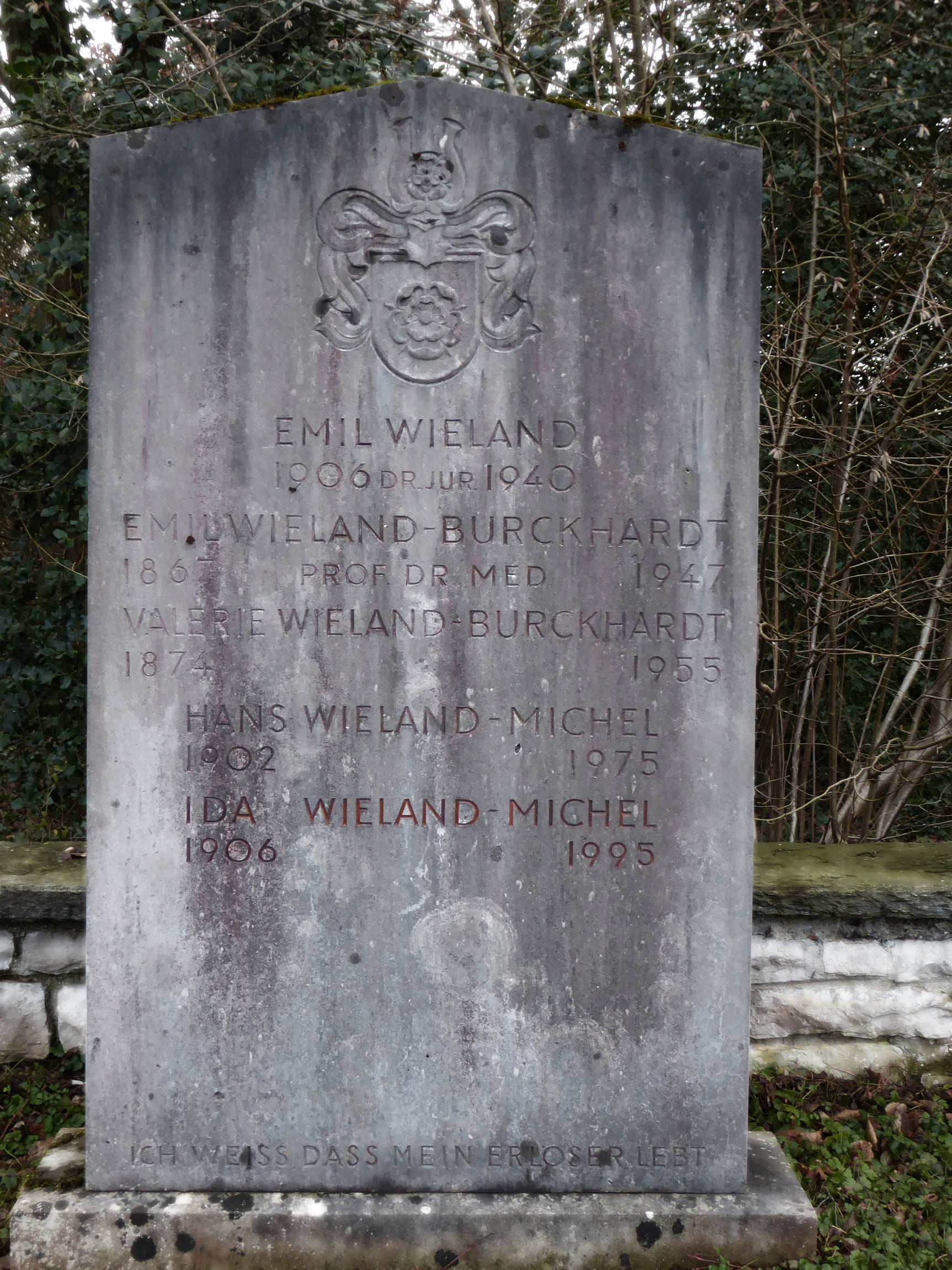
Familiengrab, Friedhof am Hörnli

Emil Wieland war ein Sohn des Heinrich Emil Wieland (1830–1888) und der Anna, geborene Gemuseus (1836–1915). Der Grossvater väterlicherseits war der Kaufmann, Gerichtsherr und Grossrat Carl August Wieland-Rottmann (1796–1866). Dessen Vater war Johann Heinrich Wieland, Bürgermeister des Kantons Basel und 1815 Gesandter am Wiener Kongress.
Emil Wielands Schwester war Anna Emilie (1863–1866) die an den Folgen der damals grassierenden Typhusepidemie starb. Seine Brüder waren der spätere Rechtswissenschaftler, Handelsrechtler und Hochschullehrer Carl Wieland (1864–1936) und der spätere Notar, Bankier und Grossrat Alfred Rudolf Wieland (1869–1959). Ihr Grossvetter war der Maler Hans Beat Wieland, ihr Grossonkel der Offizier Heinrich Wieland.
Emil Wieland wuchs im grosselterlichen Haus an der Gellerstrasse 6 im Basler Gellertquartier auf. Er besuchte das Gymnasium am Münsterplatz und war Mitglied in der Schülerverbindung «Pädagogia». Nach der Matura studierte Wieland Medizin in Basel, Heidelberg und in Straßburg. Er war Mitglied des Schweizerischen Zofingervereins und bestand 1892 das Staatsexamen. Seine Dissertation Primär multible Sarkome der Knochen arbeitete Wieland bei Moritz Roth im Bürgerspital aus. Anschliessend war er Assistenzarzt unter Theodor Kocher in Bern. Auf Rat des Leiters der chirurgischen Poliklinik Moritz Arnd wechselte er 1893/1894 für fünf Monate nach London.
Als Wieland im April 1894 von dem Pädiater und Hochschullehrer Eduard Hagenbach-Burckhardt (1840–1916) eine Assistenzstelle angeboten wurde, wechselte er an das Kinderspital Basel. Hagenbach war es auch, der ihm die akademische Laufbahn empfahl. In der Folge erhielt Wieland 1905 eine Stelle als Dozent für Kinderheilkunde. Gleichzeitig wurde er Vorsteher der Poliklinik des Basler Kinderspitals. Wieland beseitigte die Irrlehre von der angeborenen Rachitis und ersetzte den Ausdruck durch den Begriff des «Weichschädels». Zudem beschäftigte er sich mit den Störungen der Schilddrüsentätigkeit. 1912 wurde Wieland der Nachfolger von Hagenbach und Direktor des Kinderspitals Basel. 25 Jahre später und knapp vor seinem Rücktritt von der Spitalleitung wurde das neu errichtete Kinderspital eingeweiht. 1926/1927 war er Dekan der Medizinischen Fakultät der Universität Basel.
Von 1905 bis 1946 war Wieland Kommissionsmitglied der Basler Kinderheilstätte Langenbruck, davon 30 Jahre als deren Präsident. In Langenbruck betreute er die Kinderheilstätten «Obere Au» und «Dürstel» und verbrachte seine Freizeit auf dem väterlichen Landgut «Bielstein».
Wieland war Mitglied der Schweizerischen Gesellschaft für Pädiatrie und der Basler Medizinischen Gesellschaft, bei der ab 1917 als Präsident amtete. 1935 wurde er zum Membre Correspondent étranger de la Société de Pédiatrie de Paris ernannt.
Emil Wieland heiratete 1898 Valerie, geborene Burckhardt (1874–1955). Sie war die Schwester des Historikers August Burckhardt. Seine letzte Ruhestätte fand Emil Wieland im Familiengrab auf dem Friedhof am Hörnli.